# Esquist
Els esquists són roques metamòrfiques en què els constituents originals foren argiles o fangs. Es caracteritza per estructurar-se en fines làmines que es trenquen de manera irregular i en paral·lel (exfoliació). Un esquist (del grec σχιστός, escindit) és una roca cristal·lina metamòrfica d'estructura fullada i que pot dividir-se al llarg de plans aproximadament paral·lels. En l'esquist els grans minerals poden veure's a ull nu. La característica textura esquamosa de l'esquist ha donat lloc a l'adjectiu esquistós. Dins l'esquist hi predominen minerals com la mica, la clorita, el talc, l'hornblenda, grafit i altres. El quars es troba sovint en grans estirats cap a l'extrem. Per definició, l'esquist conté més d'un 50% de minerals plans i allargats, sovint finament intercalat amb quars i feldespat. Presenta laminació ondulada, i els cristalls, a diferència dels de la pissarra, són perceptibles a ull nu. Molts d'aquests minerals són de mica, cosa que proporciona a l'esquist una brillantor intensa.

## Formació

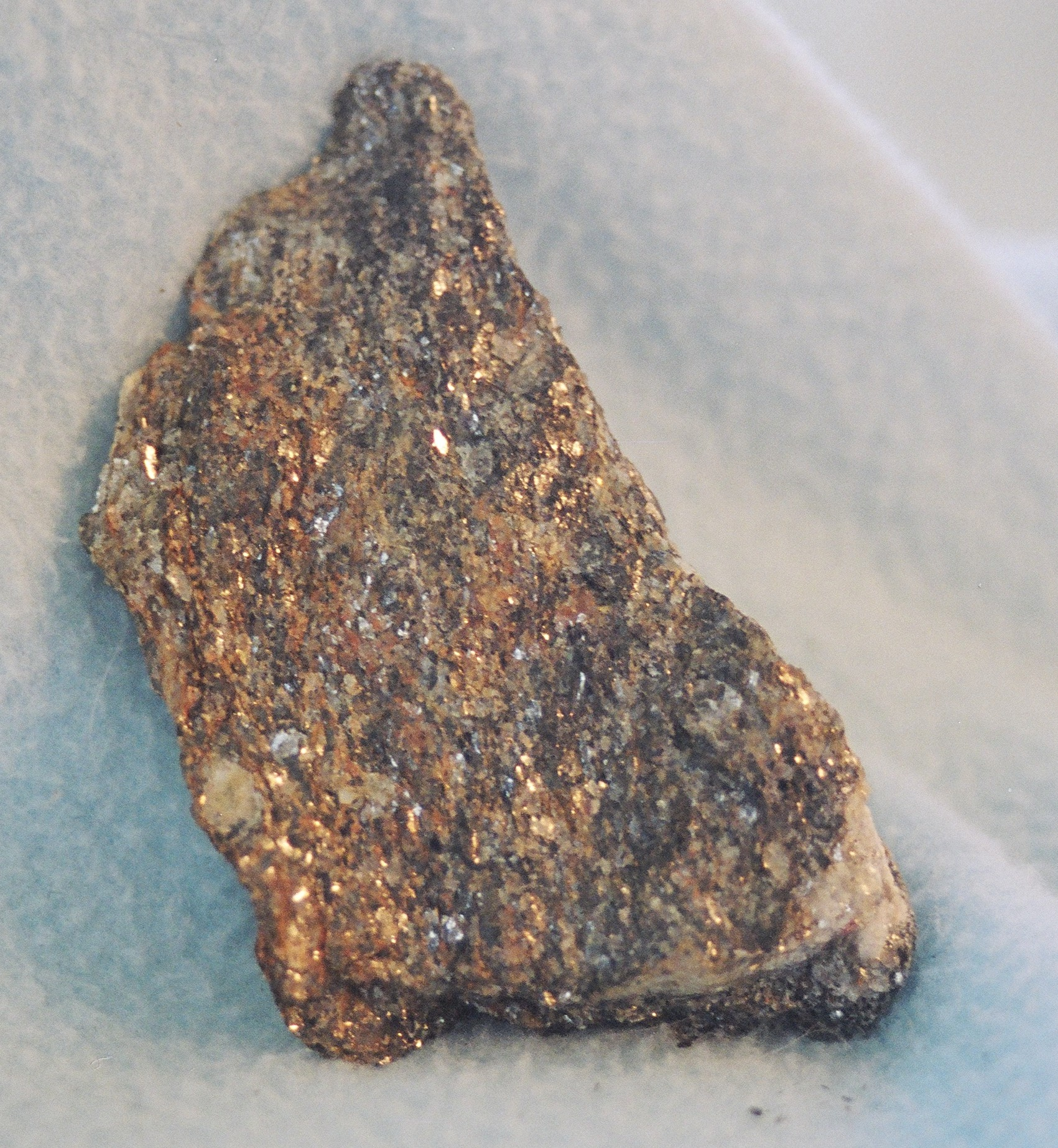
Esquist de Manhattan, del sud-est de Nova York

El procés del cicle rocós que forma els esquistos és el metamorfisme regional. Les partícules fines que componen els esquistos poden romandre suspeses en l'aigua durant molt de temps després que les partícules grans i denses de la sorra hagin desaparegut. Els materials que formaran els esquistos estan dipositats normalment en aigües de moviment molt lent i se'ls sol trobar en dipòsits de llacs o llacunes, en deltes fluvials, planes inundables i en sorres de platja. També es poden trobar a la plataforma continental, en aigües relativament profundes i calmades.
Els esquistos negres són foscos, essent especialment rics en carboni no oxidat. Els esquits negres, comuns en estrats paleozoics i mesozoics, foren dipositats en ambients anòxics.
Els fòssils, les petges i caus d'animals, i fins i tot marques de caiguda de la pluja es poden preservar en els esquistos, a diferència del que passa amb un grau de metamorfisme més alt. A vegades també contenen concrecions.
Els esquistos tenen un grau de metamorfisme mitjà. Si són exposats temperatures i pressions superiors es converteixen en un material metamòrfic més dur conegut com a llicorella o pissarra, que se sol usar en la construcció.
La majoria de l'esquist procedeix de l'argila i llots que han sofert metamorfisme, incloent la producció de pissarres i filites com a passos intermedis. Certs esquistos procedeixen de roques ígnies de gra fi com el basalts i toves. La majoria dels esquistos són de mica, però també són freqüents els de grafit i clorita.

## Aplicacions
Com que són forts i duradors es fan servir en la construcció, però de vegades produeixen ensorraments. A Nova York s'havien fet servir molt en les dècades de 1920 i 1930.

### Oli d'esquist
L'oli d'esquist pot substituir en gran part el petroli. Per a produir-lo es fa servir el procés Petrosix, té menys sofre que el petroli.